# Pyrrhopyge telassina
Espèce
Pyrrhopyge telassina est une espèce de lépidoptères (papillons) de la famille des Hesperiidae, de la sous-famille des Pyrginae, de la tribu des Pyrrhopygini et du genre Pyrrhopyge.

## Dénomination
Pyrrhopyge telassina a été nommé par Otto Staudinger en 1888.

### Nom vernaculaire
Pyrrhopyge telassina se nomme Telassina Firetip en anglais,.

### Sous-espèces
- Pyrrhopyge telassina telassina ; présent en Bolivie et au Pérou.
- Pyrrhopyge telassina shiva Evans, 1951 ; présent en Bolivie.
- Pyrrhopyge telassina tagra Evans, 1951 ; présent au Pérou[1].

## Description
Pyrrhopyge telassina est un papillon au corps trapu marron à noir, aux côtés du thorax marqués de rouge et à l'extrémité de l'abdomen rouge ou orange. 
Les ailes sont de couleur marron avec une frange orange et une marge orange aux ailes postérieures dont le revers présente une marque basale rouge.

## Écologie et distribution
Pyrrhopyge telassina est présent en Bolivie et au Pérou.

### Biotope
Pyrrhopyge telassina réside en forêt humide entre 800 m et 1 800 m.

### Protection
Pas de statut de protection particulier.